# Abkommen von Escazú

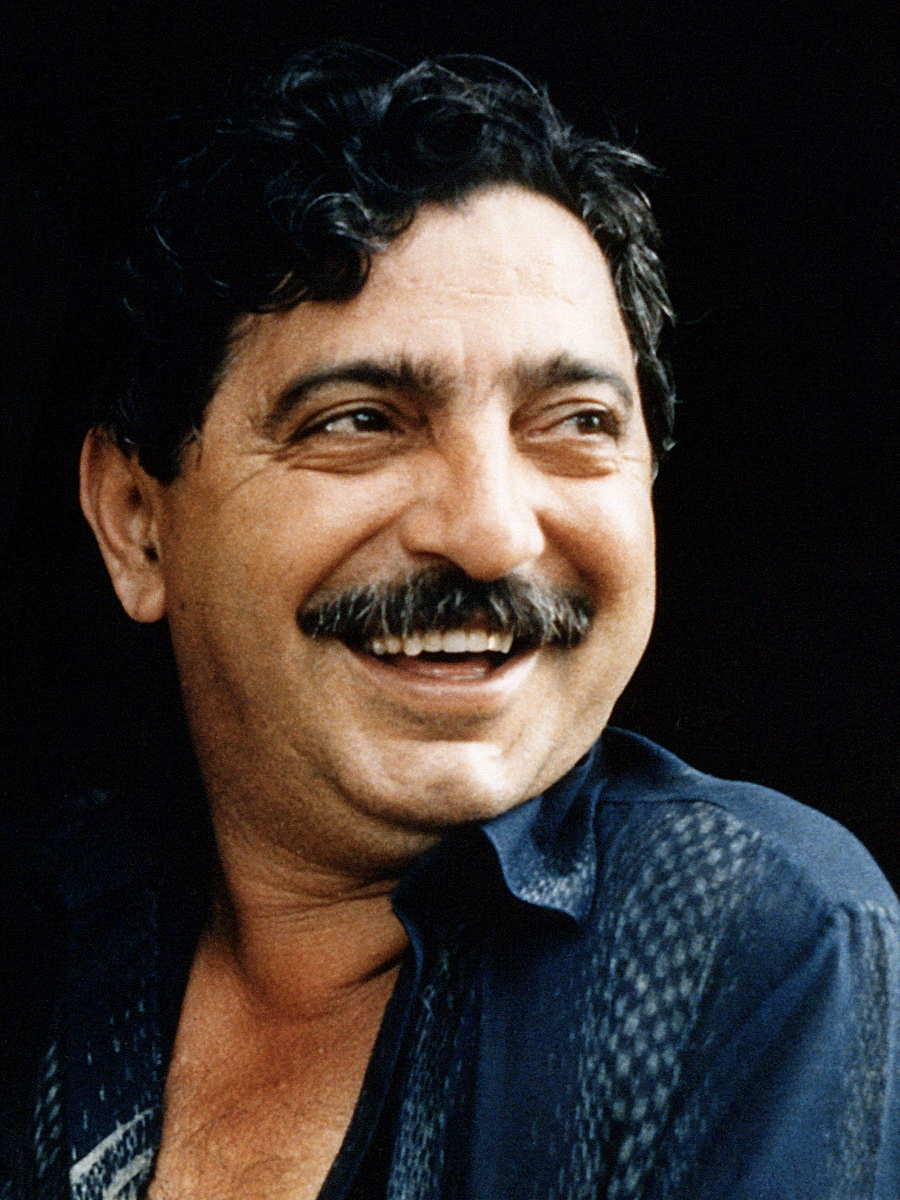
Chico Mendes Zuhause in Xapuri, Acre, Brasilien, in 1988, kurz vor seiner Ermordung wegen seines Umweltengagements

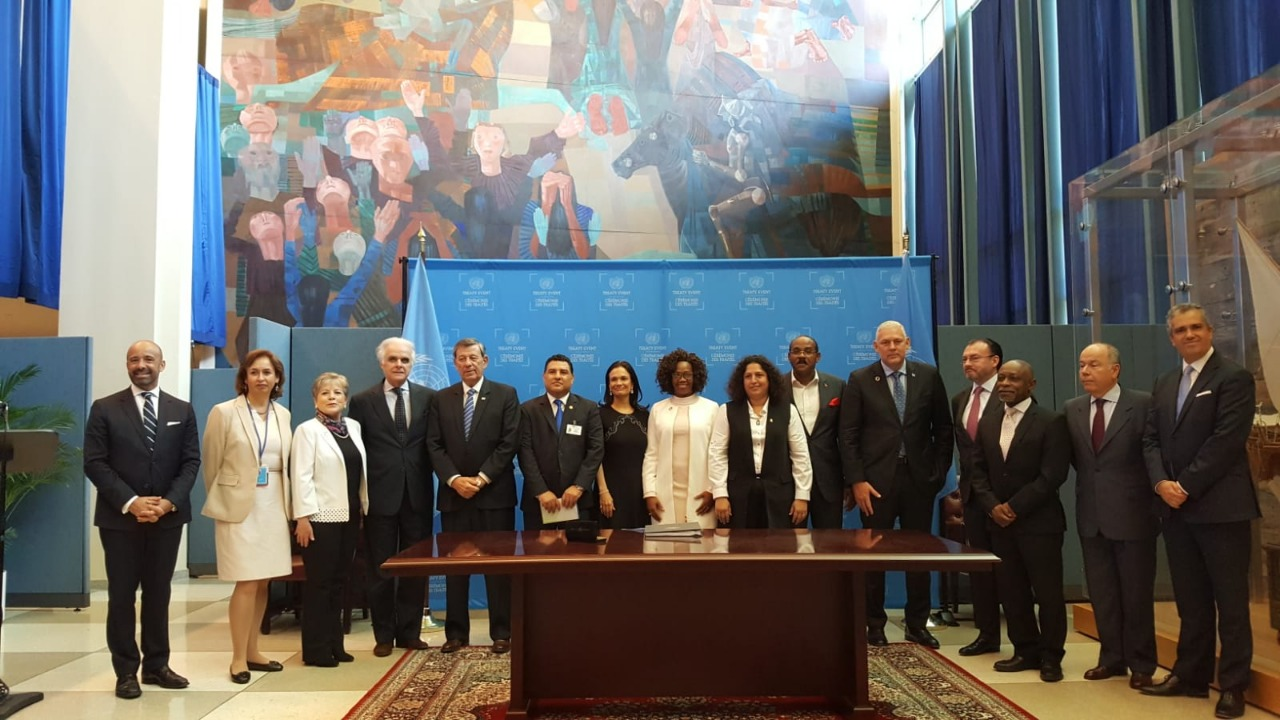
Im Rahmen der Generalversammlung der Vereinten Nationen wurde das Abkommen von Escazú zur Unterzeichnung am 27. September 2018 aufgelegt.

Der Regionale Vertrag über den Zugang zu Informationen, über die Beteiligung der Öffentlichkeit und über die juristische Prüfung in Umweltangelegenheiten in Lateinamerika und der Karibik (spanisch: Acuerdo Regional sobre el Acceso a la Información, la Participación Pública y el Acceso a la Justicia en Asuntos Ambientales en América Latina y el Caribe), kurz Abkommen von Escazú (spanisch: Acuerdo de Escazú), ist ein internationales Abkommen in Bezug auf die Rechte auf Zugang zu Informationen über die Umwelt, Beteiligung der Öffentlichkeit an Umweltentscheidungen, Umweltgerechtigkeit und eine gesunde und nachhaltige Umwelt für gegenwärtige und zukünftige Generationen. Das Abkommen steht 33 Ländern in Lateinamerika und der Karibik offen. Von den 25 Unterzeichnern wurde es von zwölf ratifiziert: Antigua und Barbuda, Argentinien, Bolivien, Chile, Ecuador, Guyana, Mexiko, Nicaragua, Panama, St. Vincent und die Grenadinen, St. Kitts und Nevis, St. Lucia und Uruguay.
Das Abkommen entstand auf der Konferenz der Vereinten Nationen über nachhaltige Entwicklung 2012 und ist das einzige verbindliche Abkommen, das als Ergebnis der Konferenz angenommen wurde. Mit der UN-Wirtschaftskommission für Lateinamerika und die Karibik (ECLAC) als technisches Sekretariat für den Prozess wurde es zwischen 2015 und 2018 ausgearbeitet und am 4. März 2018 in Escazú, Costa Rica, verabschiedet. Die Vereinbarung wurde am 27. September 2018 unterzeichnet und lag bis zum 26. September 2020 zur Unterzeichnung offen. Für das Inkrafttreten des Abkommens waren elf Ratifizierungen erforderlich, die am 22. Januar 2021 mit dem Beitritt Mexikos und Argentiniens erreicht wurden. Das Abkommen trat am 22. April 2021 in Kraft.
Das Abkommen von Escazú wird auch als „Principle 10 Agreement“ bezeichnet, da es sich auf Grundsatz 10 der Rio-Erklärung über Umwelt und Entwicklung von 1992 bezieht. Es wurde über sechs Jahre verhandelt und stellt einen Meilenstein im Kampf für eine intakte Umwelt für zukünftige Generationen dar.
Das Escazú-Abkommen ist das erste internationale Umweltabkommen in Lateinamerika und der Karibik und das erste weltweit, das Bestimmungen über die Rechte von Umweltschützern enthält. Das Abkommen stärkt die Verbindungen zwischen Menschenrechten und Umweltschutz, indem es den Mitgliedstaaten Anforderungen in Bezug auf die Rechte von Umweltschützern auferlegt. Ziel ist es, der Öffentlichkeit uneingeschränkten Zugang zu Umweltinformationen, Umweltentscheidungen sowie Rechtsschutz und Rechtsbehelfe in Umweltangelegenheiten zu bieten. Es erkennt auch das Recht heutiger und künftiger Generationen auf eine gesunde Umwelt und nachhaltige Entwicklung an.
Das im Abkommen enthaltene Partizipationsrecht hat insbesondere für indigene Völker große Bedeutung in Bezug auf das Recht auf freie und informierte Vorabkonsultation. Weltweit bisher einzigartig ist vor allem die staatliche Verpflichtung, Mechanismen zum Schutz von Menschenrechtsverteidigern in Umweltsachen gegen Bedrohungen und Beschränkungen einzuführen. Diese Vorschrift hat besondere Bedeutung für Lateinamerika als die Region, in der weltweit die meisten Umweltaktivisten ermordet werden.

## Parteien und Unterzeichner
| Mitglied                       | Flagge                   | Datum Unterschrift | Datum Ratifikation |
| ------------------------------ | ------------------------ | ------------------ | ------------------ |
| Antigua und Barbuda            | Antigua und Barbuda      | 27. September 2018 | 4. März 2020       |
| Argentinien                    | Argentinien              | 27. September 2018 | 22. Januar 2021    |
| Belize                         | Belize                   | 24. September 2020 |                    |
| Bolivien                       | Bolivien                 | 2. November 2018   | 26. September 2019 |
| Brasilien                      | Brasilien                | 27. September 2018 |                    |
| Chile                          | Chile                    | 18. März 2022      |                    |
| Kolumbien                      | Kolumbien                | 11. Dezember 2019  |                    |
| Costa Rica                     | Costa Rica               | 27. September 2018 |                    |
| Dominica                       | Dominica                 | 26. September 2020 |                    |
| Ecuador                        | Ecuador                  | 27. September 2018 | 21. Mai 2020       |
| Grenada                        | Grenada                  | 26. September 2019 |                    |
| Guatemala                      | Guatemala                | 27. September 2018 |                    |
| Guyana                         | Guyana                   | 27. September 2018 | 18. April 2019     |
| Haiti                          | Haiti                    | 27. September 2018 |                    |
| Jamaika                        | Jamaika                  | 26. September 2019 |                    |
| Mexiko                         | Mexiko                   | 27. September 2018 | 22. Januar 2021    |
| Nicaragua                      | Nicaragua                | 27. September 2019 | 9. März 2020       |
| Panama                         | Panama                   | 27. September 2018 | 10. März 2020      |
| Paraguay                       | Paraguay                 | 28. September 2018 |                    |
| Peru                           | Peru                     | 27. September 2018 |                    |
| Dominikanische Republik        | Dominikanische Republik  | 27. September 2018 |                    |
| St. Vincent und die Grenadinen | Saint Vincent Grenadinen | 12. Juli 2019      | 26. September 2019 |
| St. Kitts und Nevis            | Saint Kitts Nevis        | 26. September 2019 | 26. September 2019 |
| St. Lucia                      | Saint Lucia              | 27. September 2018 | 1. Dezember 2020   |
| Uruguay                        | Uruguay                  | 27. September 2018 | 26. September 2019 |

## Ratifizierungsverzögerungen
Chile, mit Costa Rica Vorsitzender der Konferenz im Jahr 2012, und starker Befürworter und Hauptantreiber des Abkommens, lehnte ursprünglich seine Ratifizierung ab. Als Begründung wurde u. a. Rechtsunsicherheit bei der Planung und Durchführung großer Industrieprojekte genannt sowie die Vermischung von Menschenrechten mit Umweltthemen. Die neue Regierung Chiles, die im Jahr 2022 antrat, unterzeichnete dann das Abkommen.
Costa Rica, ursprünglich einer der Hauptantreiber, hat das Abkommen nicht ratifiziert und sich 2023 endgültig daraus zurückgezogen. Begründet wurde die Entscheidung damit, dass durch die Bestimmungen des Abkommens die Rechtssicherheit privater Investitionen gefährdet sei.
Mehrere Kommentatoren haben Zweifel geäußert, dass Brasilien das Abkommen unter Jair Bolsonaro ratifizieren wird, dessen Regierung bislang Umwelt- oder Menschenrechtsmechanismen nicht unterstützt hat. Ähnlich gibt es Bedenken darüber, dass Kolumbien das Abkommen nicht ratifiziert hat, zumal es zu den Ländern in der Region gehört mit den meisten Ermordungen von Umweltschützern.

## Jugend-Champions
Im Jahr 2020, zum zweiten Jahrestag des Abkommens, wurden durch die Wirtschaftskommission der Vereinten Nationen für Lateinamerika und die Karibik (UN ECLAC) und die Regierung von Costa Rica fünf neue Jugend-Champions als Nachfolger von David R. Boyd (UN-Sonderberichterstatter für Menschenrechte und Umwelt) ausgewählt. Diese fünf jungen Menschen werden als Champions von Escazú für ihren Einsatz zur aktiven Förderung des historischen Abkommens in ihren Ländern und ihren Gemeinden sowie für ihr Engagement für die Rechte aller Bürger und jungen Menschen in der gesamten Region anerkannt.
| Land                           | Name                     |
| ------------------------------ | ------------------------ |
| Argentinien                    | Nicole Becker            |
| Chile                          | Sebastián Benfeld Garcés |
| Kolumbien                      | Laura Serna              |
| Costa Rica                     | Kyara Cascante           |
| St. Vincent und die Grenadinen | Nafesha Richardson       |